# Deuterozaur
Deuterozaur (Deuterosaurus) – rodzaj terapsyda z podrzędu dinocefali, należący prawdopodobnie do rodziny Brithopodidae. Jedyny przedstawiciel podrodziny Deuterosaurinae, czasami klasyfikowany w osobnej rodzinie Deuterosauridae. Żył w późnym permie (kapitan) na terenie dzisiejszej Rosji.

## Anatomia
Czaszki deuterozaurów są dobrze poznane na podstawie licznych znalezisk. Jak na przedstawiciela anteozaurów deuterozaur miał dość krótką czaszkę – była ona niemal równie wysoka co długa (około 23 cm) i zapewniała silny zgryz. Miała długi dziób i stożkowate zęby. Dolne kły były wydłużone, zaś zęby znajdujące się za nimi mniejsze i bocznie spłaszczone. Oczy były skierowane ku przodowi i zapewniały widzenie stereoskopowe.
Deuterozaur był jednym z większych terapsydów – osiągał wraz z ogonem długość 5–6 m i ważył ponad pół tony. Prawdopodobnie nogi deuterozaura były ugięte w kolanach i rozstawione na boki – podobnie jak u dzisiejszych krokodyli.
Brytyjski zoolog i paleontolog Thomas Henry Huxley błędnie uznał go za dinozaura.

## Paleobiologia
Skamieniałości deuterozaura odnaleziono na terenach dzisiejszej Syberii (obwód orenburski), w której pod koniec permu dominowały tereny nizinne. Deuterozaur był prawdopodobnie największym zwierzęciem żyjących w tamtejszych ekosystemach. Nie jest jasne czy był roślinożercą – na co wskazywałyby masywne ciało i krótkie nogi, uniemożliwiające szybki bieg – czy też drapieżcą, co sugerują duże kły i położenie oczu, umożliwiające widzenie stereoskopowe. Najprawdopodobniej deuterozaur był wszystkożercą, żywiącym się głównie roślinami i uzupełniającym swoją dietę mięsem.

## Filogeneza
Kladogram synapsydów z zaznaczeniem pozycji deuterozaura
```
SYNAPSIDA

|

Therapsida

|--
Biarmosuchia

`--+--
Dinocephalia

   |  |--
Anteosauria

   |  |  |--
Archaeosyodon

   |  |  `--+--
Brithopodidae

   |  |     |  |--
Chthomaloporus

   |  |     |  `--
Brithopus
 

   |  |     `--+--
Deuterosaurus

   |  |        `--
Anteosauridae

   |  `--
Tapinocephalia

   `--+--
Anomodontia

      |  |--
Venyukovioidea

      |  `--
Dicynodontia
   
      `--
Theriodontia

         |--
Gorgonopsia

         `--+--
Therocephalia

            `--
CYNODONTIA
```

## Gatunki
- Deuterosaurus biarmicus (typowy) Eichwald, 1860
- Deuterosaurus jubilae (Nopcsa, 1928) Ivakhnenko et al, 1997